# Walter Mayer (Journalist)
Walter Mayer (* 8. April 1959 in Salzburg) ist ein österreichischer Journalist in Deutschland.

## Leben
Mayer stammt aus einer Bäckerfamilie und absolvierte eine Ausbildung als Buchhändler. Von 1990 bis 1992 war Mayer stellvertretender Chefredakteur der Illustrierten Bunte. Ab 1992 leitete er als Chefredakteur das Stadt-Magazin Prinz im Jahreszeiten-Verlag, ab 1994 war er zusätzlich Chefredakteur des Magazins Tempo. Mit der Einstellung von Tempo im April 1996 verließ er den Jahreszeiten-Verlag. Im September 1998 wurde Mayer Stellvertreter des damaligen Chefredakteurs Franz Josef Wagner bei der Berliner Tageszeitung B.Z. 2001 wechselte er in gleicher Funktion zur Bildzeitung. 2004 kehrte er nunmehr als Chefredakteur zur B.Z. zurück. Von Juni 2008 bis Oktober 2013 war er Chefredakteur von Bild am Sonntag, danach verließ er den Springer-Verlag. 2014 entwickelte Mayer mit Book Affair ein Internetportal, das als Alternative zu Amazon den lokalen Buchhandel stärken sollte. Seit 2016 wirkt er als Berater des Chefredakteurs des Magazins Focus. Im September 2017 erschien sein Buch Brot. Auf der Suche nach dem Duft des Lebens im Insel-Verlag. Mitte Oktober 2020 übernahm er mit Gudrun Dometeit die kommissarische Leitung des Politik- und Wirtschaftsressorts des Focus.
Mayer lebt in Berlin, Wien und Marrakesch. 